# Сизигиум южный
Сизигиум южный (лат. Syzygium australe) — вечнозелёное дерево, вид рода Сизигиум семейства Миртовые, происходящее из дождевых лесов Восточной Австралии.
Оно достигает 35 м в высоту и имеет диаметр ствола до 60 см.
Листья простые супротивные ланцетовидные, длиной 4—8 см.
Цветки белые, собраны в кистевидные соцветия.
Плоды продолговатые, покрыты розово-красной кожицей.
Культивирование сизигиума сосредоточено в садах Восточной Австралии. Культивируются, в основном, низкорослые сорта растения. Приятно кислые плоды можно есть в свежем или варёном виде. Они также используются для приготовления джемов и желе. Растение может выращиваться также в декоративных целях и для создания изгородей.